# Classe Echo (2002)
La classe Echo était une classe de navires de relevé hydrographique polyvalent en service avec la Royal Navy. Le navire de tête de la classe, le HMS Echo , a été retiré en 2022 et son navire jumeau en 2023.

## Fonction
Les navires étaient principalement chargés de mener des travaux d'enquête à l'appui des opérations sous-marines et amphibies, cependant, la classe a également un rôle secondaire dans les contre-mesures contre les mines. Les deux navires de la classe étaient les plus récents ajouts à l'escadron hydrographique de la Royal Navy.

## Navires
| Nom        | Pennant No. | Constructeur                     | Commande     | Lancement   | Mise en service | retrait      | Statut |
| ---------- | ----------- | -------------------------------- | ------------ | ----------- | --------------- | ------------ | ------ |
| Echo       | H87         | Appledore Shipbuilders, Bideford | 19 Juin 2000 | 4 Mars 2002 | 7 Mars 2003     | 30 Juin 2022 |        |
| Enterprise | H88         | Appledore Shipbuilders, Bideford | 19 Juin 2000 | 2 Mai 2002  | 17 Octobre 2003 | 30 Mars 2023 |        |